# Organistrum

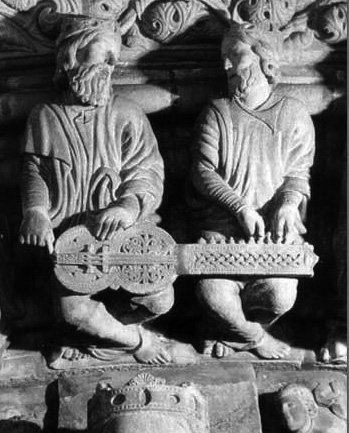
Organistrum du Porche de la Gloire (XIIe siècle)
Cathédrale de Saint-Jacques-de-Compostelle (Espagne).

L'organistrum est un instrument de musique à cordes ancêtre de la vielle à roue. Il apparaît vraisemblablement dans la seconde moitié du XIe siècle dans les abbayes bénédictines du nord de l'Europe. Le son continu est obtenu par une roue qui tourne et frotte deux cordes simultanément. L'organistrum nécessite deux joueurs. Le premier fait tourner la roue en actionnant une manivelle. Le second monte et descend des tirettes, qui modifient la longueur vibrante des cordes, et produit ainsi des notes dstinctes. L'instrument est posé à plat sur les genoux des deux joueurs assis par terre.

## Étymologie
Son nom provient de organum, une forme de chant religieux à plusieurs voix qui se diffuse à partir du XIe siècle et devient plus courant au XIIe siècle. L'organistrum permettait d'accompagner l'organum, en soutenant le chant par de notes longues continues. 

## Traces avant leXIIesiècle
Vers la fin du IVe - début du Ve siècle, saint Jérôme écrit une lettre où il parle des différents instruments de musique utilisés à cette époque. Ni l'organistrum ni la vielle à roue n'y apparaissent.
Au XIVe siècle, Aymeric de Peyrac, dans son histoire de Charlemagne, recense les instruments de musique alors documentés, au nombre de vingt quatre, et l'instrument à manivelle n'y figure pas.
Aucune trace, écrite ou figurée, n'atteste l'existence de l'instrument aux Xe et XIe siècles.

## Mention écrite auXIIesiècle
Chrsitian Rault écrit "C'est aux environs de l'année 1100 que fut rédigé le traité de Wolfenbüttel où l'on trouve pour la première fois la mention du mot "organistrum". Originaire des abbayes bénédictines du nord de l'Europe d'alors cet instrument si propice à soutenir les nouvelles formes de polyphonies écrites va, en quelques dizaines d'années, se répandre dans toute l'Europe Chrétienne."  

## Représentations duXIIesiècle
D'après Christian Rault, 24 représentations de l'organistrum ont été recensées. Parmi elles, on peut citer les plus connues :
- L'organistrum des bas reliefs de l’abbaye Saint-Georges de Boscherville, fondée en 1113 en Normandie[2],  conservé au musée de Rouen ;
- Organistrum du porche de la Gloire, sculpté dans la pierre en bas-relief, de la Cathédrale Saint-Jacques de Compostelle en Espagne ; l'œuvre, signée de maître Martin, est datée de 1188 ;
- Organistrum du portail de l'église de Vermenton, dans l'Yonne en France, dernier tiers du XIIe siècle : l'instrument est posé sur les genoux de deux musiciens ;
- Organistrum du portique de l'église San Miguel de Estella, Navarre, en Espagne, XIIe siècle[2]. L'instrument est posé sur les genoux de deux instrumentistes assis côte-à-côte. Celui de droite tourne la manivelle, celui de gauche tire les touches.

## À partir duXIIIesiècle
À partir du XIIIe siècle, on ne trouve de représentation de l'organistrum. Il est remplacé par la symphonie, ou chiffonie. La symphonie est un organistrum de taille réduite qui peut être joué par une seule instrumentiste.

## Reproduction et jeu auXXIesiècle
À partir des représentations du XIIe siècle, des luthiers reproduisent l'instrument, à partir de la fin du XXe siècle. Christian Rault en 1993, Bernard Ellis ou Antonio Povés, ou Giuseppe Severini . Des essais des premières musiques polyphoniques occidentales sont ainsi réalisés. Par exemple celui de Giuseppe Severini, sur youtube en 2017[Lequel ?].